# Указ о вольных хлебопашцах
Указ об отпуске помещиками своих крестьян на волю по заключении условий, основанных на обоюдном согласии от 20 февраля (4 марта) 1803 года — законодательный акт императора Всероссийского Александра I, по которому помещики получили право освобождать крепостных крестьян поодиночке (крестьяне откупались) и селениями с выдачей земельного участка. Издан в рамках реформирования Российской империи, проходившего в 1800-е годы.
За свою волю крестьяне выплачивали выкуп или исполняли повинности. Если оговоренные обязательства не выполнялись, крестьяне возвращались к помещику. Тем не менее ничто не мешало помещику отпустить крестьянина безвозмездно — всё определялось договором между крестьянином и помещиком. Крестьян, получивших таким образом волю, называли свободными или вольными хлебопашцами, отсюда и популярное название указа.
Указ о вольных хлебопашцах имел важное идеологическое значение: в нём впервые утверждалась возможность освобождения крестьян с землей за выкуп, если такое условие было оговорено в договоре. Это положение легло потом в основу реформы 1861 года. По всей видимости, Александр I возлагал на указ большие надежды: ежегодно в его канцелярию подавались ведомости о числе крестьян, переведённых в эту категорию. Практическое применение указа должно было показать, насколько в действительности дворянство готово расстаться со своими привилегиями.
За все 25 лет царствования Александра I указ был применён лишь в 161 случае к 47 153 крестьянам (то есть меньше 0,5 % от общего числа крепостных), сумевшим таким образом купить себе свободу: большинство помещиков не помышляли о «раздаче своей собственности».
К 1858 году численность освобождённых по указу крестьян составила свыше 150 тысяч (около 1,3 %).